# Abu-Abd-Al·lah IV
Abu-Abd-Al·lah (IV) Muhàmmad ath-Thàbit o ath-Thabití o, més senzillament, Abu-Abd-Al·lah IV fou sultà abdalwadita de Tlemcen de vers el 1470 al 1505.
Va enderrocar al seu germà Abu-Taixufín III el Jove. Va tenir un regnat pacífic fins a quasi el final. El 1492 va acollir l'exrei de Granada Boabdil, que va viure a la ciutat fins a la seva mort a mitjan maig del 1494. A partir del 1493 els habitants de les ciutats costaneres de la costa algeriana van començar a atacar els vaixells cristians en busca de botí, creant alarma a Castella i als territoris de la corona de Catalunya dels Aragó quan les incursions van arribar a les costes cristianes de la Mediterrània, fins a Provença i a diversos punts Itàlia.
El 1501 els venecians, van demanar suport dels portuguesos, que de camí van voler conquerir Mers el-Kebir i Orà, però foren rebutjats als dos llocs. Però no fou el cas el 23 d'octubre de 1505 quan una flota catalana-castellana va ocupar Mers el-Kebir; els defensors es van haver de retirar a Orà; el sultà va enviar tropes de socors que van arribar a Miserghin on foren derrotats pel governador cristià de Mers el-Kebir. Llavors el poble va començar a murmurar, i els seus germans a conspirar; les activitats repressives del seu fill (anomenat com el pare Abu-Abd-Al·lah) no van ajudar el sultà. Tradicionalment s'ha pensat que va morir de mort natural el desembre de 1505, tot i que almenys un relat d'un historiador contemporani anònim assegura que fou assassinat pels seus germans. No obstant va pujar al tron el seu fill Abu-Abd-Al·lah Muhammad (Abu Abd-Al·lah V) que potser era l'únic encara viu dels seus quatre fills (tres mascles i una filla, Àixa), ja que al-Masud havia mort un any abans i Abu-Zayd Abd-ar-Rahman va morir en data indeterminada (igual que Àixa)